# Reign in Blood
Reign in Blood —en español: Reino de sangre— es el tercer álbum de estudio y el debut con una compañía discográfica internacional de la banda estadounidense de thrash metal Slayer. Lanzado al mercado el 7 de octubre de 1986, el álbum significó la primera colaboración de la banda con el productor discográfico Rick Rubin, determinante en la evolución del sonido de la banda.
Reign in Blood fue muy bien recibido tanto por la crítica como por los seguidores y fue el responsable de acercar a Slayer al groso de los seguidores del heavy metal. La revista  Kerrang! describió el álbum como "el más duro de todos los tiempos", y un punto de inflexión para el thrash metal y el death metal.
El lanzamiento de Reign in Blood fue demorado por inquietudes con la portada y las letras del álbum. La pista que abre el álbum, "Angel of Death", referente a Josef Mengele y que describe los actos ocurridos en el campo de concentración de Auschwitz, provocó alegaciones de nazismo. Aunque la banda ha rechazado en numerosas ocasiones simpatizar con el nazismo y alegan que simplemente están interesados en el tema.
El álbum fue el primero de Slayer en entrar en la lista del Billboard 200, llegando al puesto número 94, además de certificado como disco de oro por la RIAA en Estados Unidos el 20 de noviembre de 1992.

## Cambios de discográfica
Debido a la positiva recepción del anterior trabajo de Slayer Hell Awaits, el productor y mánager de la banda Brian Slagel notó que la banda estaba en posición de hacer "algo grande" con su siguiente álbum. Slayer negoció con varias compañías discográficas, entre ellas Def Jam Recordings de Rick Rubin y Russell Simmons. Sin embargo, Slayer era reacio a firmar un contrato con un sello dedicado mayormente al hip hop. El baterista de Slayer, Dave Lombardo, se enteró del interés de Rubin y se puso en contacto con él. De todas maneras, el resto de los miembros de Slayer no estaban seguros de querer abandonar Metal Blade Records, con el que tenían contrato en ese momento.
Lombardo contactó con Columbia Records —la distribuidora de Def Jam— y consiguió ponerse en contacto con Rubin, que junto al fotógrafo Glen E. Friedman aceptó asistir a un concierto de la banda. Friedman había producido el álbum debut de Suicidal Tendencies, en el que el vocalista de Slayer Tom Araya había hecho una aparición en el videoclip del sencillo "Institutionalized", empujando al vocalista de Suicidal Tendencies Mike Muir. En esta época, Rubin preguntó a Friedman si conocía a Slayer.
El guitarrista Jeff Hanneman se mostró sorprendido por el interés de Rubin en la banda, e impresionado con el trabajo de Rubin con Run DMC y LL Cool J. Durante una visita de Slayer a una convención de música en Europa, Rubin habló directamente con la banda, convenciéndoles para firmar por Def Jam. Slayer halagó a Rubin, diciendo que era el representante de un sello más entusiasta de todos. Después del acuerdo, Friedman llevó a los miembros de la banda a Seattle para unas sesiones publicitarias, una sesión fotográfica para próximos álbumes y para el libreto de la futura gira; Rubin era consciente de que hasta el momento no se habían hecho buenas fotos de la banda. Una de estas fotos fue utilizada en la contraportada del álbum South of Heaven de 1988. Este álbum se convirtió en un álbum de American Recordings después de que Rick Rubin terminara sus relaciones empresariales con Russell Simmons. Fue uno de tan solo dos álbumes de Def Jam en ser distribuido por Geffen Records a través de Warner Bros. Records por la negativa del distribuidor original a trabajar con la banda.

## Producción
Reign in Blood fue grabado y producido en Los Ángeles por Rick Rubin. Este álbum significó la primera experiencia profesional del jefe de la discográfica con el heavy metal, y su perspectiva original llevó a un drástico cambio del sonido de Slayer. Steve Huey de Allmusic cree que Rubin consiguió canciones más rápidas y ajustadas de la banda, y que hizo una producción de sonido limpio que contrastaba sobremanera con las grabaciones anteriores de la banda. Esto dio como resultado un drástico cambio de sonido de Slayer, además de cambiar la percepción de los seguidores respecto a la banda. Araya ha admitido que sus dos anteriores trabajos ni se le acercan en cuanto a la producción.
El guitarrista Kerry King después diría que «era como, wow, se oye todo, y esos muchachos no solo están tocando rápido; esas notas entran en su tiempo».
Hanneman ha admitido desde entonces que mientras la banda escuchaba Metallica y Megadeth en aquella época, encontraban las repeticiones de los riffs de guitarra cansinos. «Si hacemos una estrofa dos o tres veces, ya nos cansamos de ella. Así que no intentábamos hacer las canciones más cortas -solo era lo que hacíamos», quedando como resultado un álbum de 29 minutos. King dijo que aunque álbumes de una hora de duración eran lo que se llevaba; «podías quitar esta parte; acortar esta otra completamente, y hacer un álbum mucho más intenso, que es lo que hicimos». Cuando el álbum estaba terminado, la banda se reunió con Rubin, que preguntó «¿os dais cuenta de lo corto que es esto?» Los miembros de la banda se miraron unos a otros y contestaron «¿Y qué?». El álbum completo estaba en una cara de un casete; King dijo que era «recogido», porque «podías oírlo, darle la vuelta, y volver a oírlo». La música es abrasiva y más rápida que anteriores grabaciones ayudando a crear distancia entre el thrash metal y su predecesor hardcore punk, y se escucha a una media de 210 pulsaciones por minuto.
Un crítico musical lo resumió así: «Debido a la influencia punk de Reign in Blood, las canciones son rapidísimas, conteniendo poca o ninguna repetición o estructura predecible. Debido a esto, el álbum fluye suavemente entre una canción y otra formando una sólida media hora de thrash».

## Recepción
Aunque el álbum no recibió radiodifusión, fue el primer álbum de la banda en entrar en la lista del Billboard 200, debutando en el puesto número 127 y llegando al puesto número 94 en su sexta semana. El álbum también llegó al puesto número 47 en la lista británica de álbumes, y el 20 de noviembre de 1992 fue certificado oro por la RIAA en Estados Unidos.
Reign in Blood tuvo una buena acogida por parte de la prensa especializada underground y mainstream. En la reseña de Allmusic, realizada en 1991, Steve Huey le otorgó cinco estrella de cinco, describiendo el álbum como «un clásico congelado». El crítico de Stylus Magazine Clay Jarvis otorgó al álbum la nota más alta (A+), llamándolo «un definidor del género», además de «el álbum de metal más grande de todos los tiempos». Jarvis después apostillaría que la canción "Angel of Death" «destroza a cualquier banda tocando rápido y/o duro hoy en día. Perfilando líricamente los horrores venideros, mientras que musicalmente pone los cimientos del resto del álbum: rápido, difícil y asqueroso». La revista Kerrang! lo describió como «el álbum más duro de todos los tiempos», mientras que la revista Metal Hammer lo denominó «el mejor álbum de metal de los últimos veinte años». La revista Q puso a Reign in Blood en su lista de los «50 álbumes más duros de todos los tiempos», y la revista Spin la colocó en el puesto número 67 en su lista de «los 100 mejores álbumes entre 1985-2005». El crítico Chad Bowar afirmó: «Reign in Blood de 1986 es probablemente el mejor álbum de thrash jamás grabado».
Adrien Begrand de Popmatters observó que «no hay mejor canción para empezar que la obra maestra "Angel of Death", una de las canciones más monumentales del metal de la historia, donde los guitarristas Kerry King y Jeff Hanneman reparten sus intrincados riffs, el batería Dave Lombardo toca algunas de las piezas de batería más potente jamás grabadas, y el bajista/vocalista Tom Araya grita y gruñe su historia sobre el criminal de guerra nazi Josef Mengele». Cuando se le pregunta si Reign in Blood ha retenido su popularidad, King replicó: «si lanzaras Reign in Blood hoy, a nadie le importaría una mierda. Fue el momento; fue un cambio de sonido. En el thrash metal de la época, nadie había oído una producción como esa. Fueron un puñado de cosas que se juntaron a la vez».

## La marcha de Lombardo
Slayer se embarcó en la gira Reign in Pain con las bandas Overkill en los Estados Unidos y Malice en Europa; también actuaron como teloneros de la gira estadounidense de W.A.S.P. en 1987. Después de un mes de gira el batería Lombardo abandonó la banda; dijo, "no estaba haciendo dinero. Creo que me acababa de casar, y pensé que si íbamos a hacer esto de forma profesional -con una discográfica multinacional- quería que se me pagara". Para continuar la gira Slayer reclutó al batería de Whiplash, Tony Scaglione.
Rubin llamó a Lombardo a diario para insistirle que volviera, diciéndole, "tío, tienes que volver a la banda". Rubin le ofreció a Lombardo un salario, pero este aún estaba reacio a volver; en este punto Lombardo llevaba alejado de la banda varios meses. La mujer de Lombardo le convenció de que volviera en 1987; Rubin fue a su casa y le recogió en su Porsche, para llevarle a un ensayo de Slayer. Lombardo, desde entonces, ha tenido muchas idas y venidas de la banda hasta la fecha.

## Legado
Reign in Blood es considerado por los críticos como uno de los álbumes de thrash metal más influyente y extremo. MTV, en su lista de "las más grandes bandas de metal de todos los tiempos" alabó "los ritmos en registros bajos, guitarras infecciosas, letras gráficamente violentas y el espeluznante diseño gráfico" de Slayer, diciendo que "pusieron los estándares para docenas de bandas de thrash emergentes", mientras que "la música de Slayer fue directamente responsable del surgimiento del death metal". La MTV describió Reign in Blood como un álbum de escucha esencial, y el álbum fue posicionado en el puesto número siete en la lista de "los 25 álbumes de metal más influyentes" de IGN.

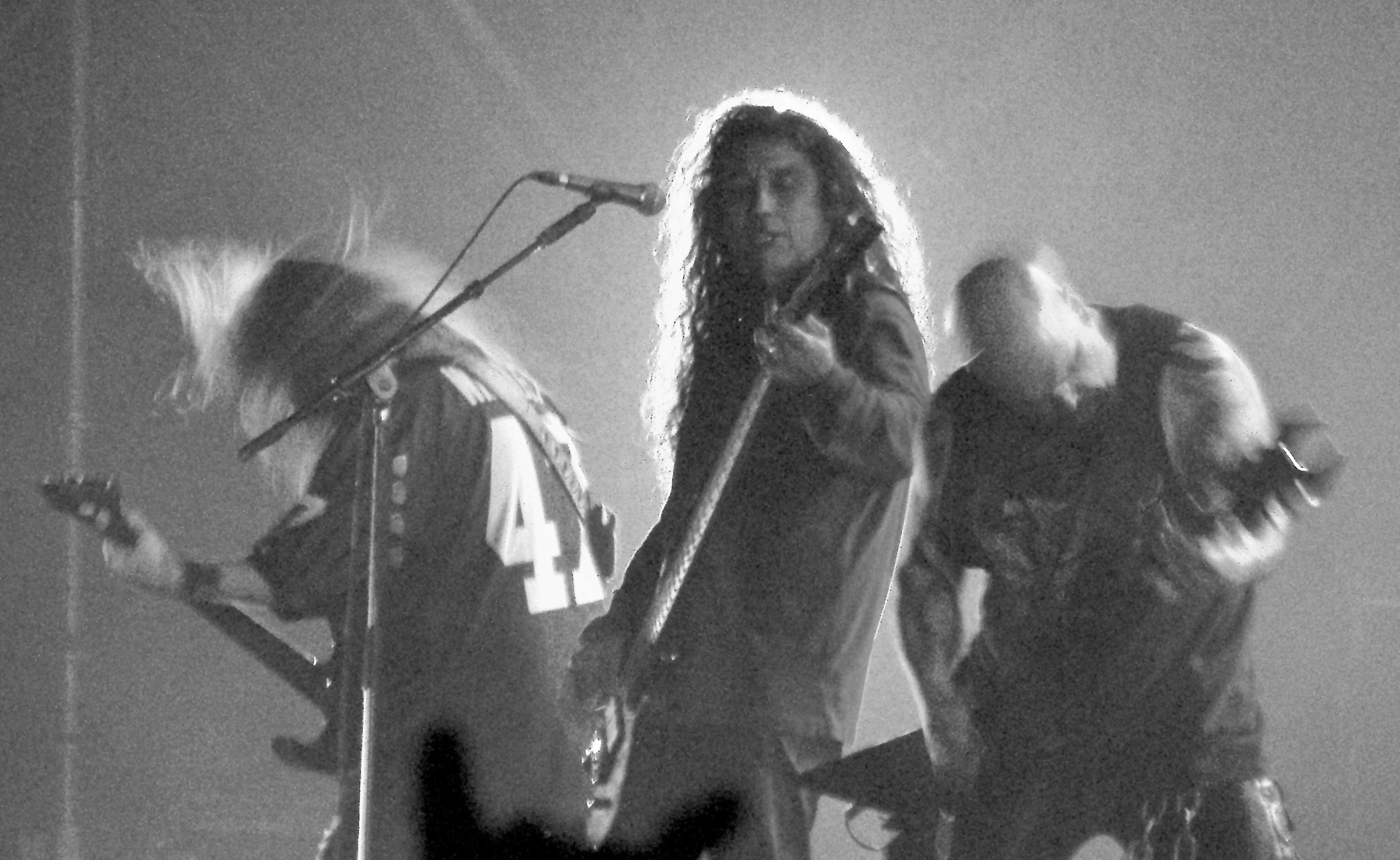
"Raining Blood" y "Angel of Death" son clásicos en los conciertos de Slayer.

Cuando se le preguntó a King en una rueda de prensa de la gira de 1994 de Divine Intervention sobre la presión de tener que estar a la altura de Reign in Blood, éste respondió que la banda no intenta mejorarlo, solo quieren hacer música. En 2006, el crítico de Blabbermouth, Don Kaye hizo una comparación con el álbum de 2006 Christ Illusion, llegando a la conclusión de que "Slayer quizá nunca lleguen a hacer un álbum tan incendiario como Reign in Blood jamás".
El rapero Necro fue fuertemente influenciado por el álbum, diciendo que le hace volver a los años 1980, "cuando la mierda era pura". El vocalista de Ektomorf, Zoltán Farkas, describe el álbum como una de sus principales influencias. Paul Mazurkiewicz de Cannibal Corpse afirmó que la forma de tocar de Lombardo en el álbum le ha ayudado a tocar más rápido en su propia carrera.
Hanneman ha dicho que el álbum es su favorito, diciendo que es "tan corto y rápido y directo al punto". Araya ha dicho que el álbum Christ Illusion de 2006 "se acerca",  pero que "nada puede superar Reign in Blood por intensidad e impacto. Nadie había oído nada así hasta la fecha. En los veinte años posteriores, la gente se ha vuelto más insensible. Lo que era genial entonces igual ya no lo sería". El batería Paul Bostaph, miembro de Slayer entre 1992 y 2001, escuchó por primera vez el álbum cuando era miembro de la banda Forbidden. Durante una fiesta Bostaph se acercó a la música que salía de otra habitación, acercándose al guitarrista de Forbidden Evil, Craig Locicero. Cuando le preguntó qué sonaba, Locicero gritó "el nuevo álbum de Slayer". Después de escuchar detenidamente el álbum, miró a Locicero, dijo que la banda estaba "jodida".
Junto a Rust in Peace de Megadeth, Master of Puppets de Metallica y Among the Living de Anthrax, Reign in Blood está entre los álbumes más exitosos de thrash metal, un año en que el género alcanzó su máxima popularidad. También ha sido citado como un influyente predecesor del género death metal, junto a otros lanzamientos de thrash metal como Pleasure to Kill de Kreator. Bonded by Blood de Exodus, Darkness Descends de Dark Angel y Beneath the Remains de Sepultura.

## Actuaciones en directo
Las canciones "Raining Blood" y "Angel of Death" se han convertido en habituales en los conciertos de Slayer, además de ser las favoritas de Hanneman para tocar en vivo. La banda tocó Reign in Blood al completo a finales de 2004, en la gira llamada "Still Reigning". En 2004, se lanzó un DVD en directo del mismo nombre, que incluye un final con la banda bañada en sangre falsa durante la interpretación de  "Raining Blood".
King después dijo que la idea de tocar Reign in Blood al completo fue sugerido con anterioridad por su agencia de contratación. Finalmente la banda decidió que había que añadir más emoción a sus conciertos, y para evitar repeticiones incorporaron la idea de la lluvia de sangre. Cuando se le preguntó sobre volver a usar sangre de mentira en actuaciones futuras, King dijo "es hora de seguir, pero nunca digas nunca. Sé que Japón nunca lo vio, Suramérica y Australia nunca lo vieron. Así que nunca se sabe".
Aunque fue omitido de algunos conciertos debido a lo ajustado de horarios, Slayer han dicho en varias ocasiones que les gusta tocar el álbum al completo. Según Hanneman: "Aún nos divierte tocar esas canciones en vivo. Tocamos esas canciones una y otra vez, pero son buenas canciones, canciones intensas. Si fueran canciones melódicas o del tipo de 'aplaudid', te volverías loco tocándolas todas las noches. Pero nuestras canciones son bam-bam-bam-bam, son intensas". La banda estaba en el escenario unos setenta minutos, lo que solo permitía unas siete u ocho canciones adicionales después de tocar el álbum al completo. King dijo que este arreglo "distanciaba a demasiada gente". En la gira Unholy Alliance, el álbum se tocaba al completo al final de los conciertos.

## Controversias

### Portada
La distribuidora de Def Jam, Columbia Records, se negó a lanzar el álbum debido a las letras de las canciones y la portada del álbum. Reign in Blood finalmente fue distribuido por Geffen Records; de todas maneras, debido a la controversia no apareció en la agenda de lanzamientos de Geffen.
La portada fue diseñada por Larry Carroll, que en la misma época estaba creando ilustraciones políticas para The Progressive, Village Voice y The New York Times. Cuando se terminó la portada, uno de los miembros de la banda no estaba contento con el resultado. Pero, cuando otro miembro de la banda se lo enseñó a su madre, recibiendo un «asqueroso» como definición, decidieron mantenerlo, creyendo que «tenían algo». La portada apareció en la lista de «las diez mejores portadas de heavy metal de todos los tiempos» de la revista Blender en 2006.

### Letras
Para el álbum, Slayer decidió abandonar la temática satánica del anterior álbum  Hell Awaits y escribir sobre temas más de la calle. Las letras de Reign in Blood incluyen meditaciones sobre la muerte, la religión, la locura y los asesinos, mientras que la canción "Angel of Death" habla de experimentos con humanos llevados a cabo en los campos de concentración de Auschwitz por Josef Mengele; apodado "the Angel of death" (el ángel de la muerte). La canción ha llevado a la banda a ser acusada de simpatizar con los nazis y de ser racistas, acusaciones que les han acompañado durante toda su carrera.
La inspiración de Hanneman para escribir la canción viene de unos libros sobre Mengele que leyó durante una gira de Slayer. Hanneman se ha quejado de que la gente tiende a malinterpretar las letras, y ha clarificado que «no hay nada en las letras que diga que era malo, porque para mí -bueno, ¿no es obvio? No tendría que deciros eso». La banda utilizó la controversia para atraer publicidad, incorporando el Reichsadler en su logotipo (además de que la S en el nombre de la banda se asemeja a la sigla rúnica utilizada por la SS), además de escribir la canción "SS-3", que menciona a Reinhard Heydrich, el segundo comandante de la Schutzstaffel.

## Apariciones en los medios
"Raining Blood" ha sido versionada por Tori Amos en su álbum de 2001 Strange Little Girls. King ha admitido que pensó que la versión era extraña: "me llevó un minuto y medio encontrar un punto de la canción en la que sabía dónde estaba. Es tan rara. Si no nos lo hubiese dicho, nunca lo hubiéramos sabido. Nos la podías haber puesto y estaríamos como, ¿qué es eso? Como un minuto y medio de empezar oí una línea y me dije, ¡ya sé dónde está!" De todas maneras, a la banda le gustó lo suficiente como para mandar a Tori Amos unas camisetas de Slayer. La canción también ha sido versionada por Malevolent Creation,  Chimaira, Vader, Dokaka, Reggie and the Full Effect, Beštija y Erik Hinds, quién versionó el álbum al completo con un H'arpeggione.
En 2005, la banda tributo a Slayer, Dead Skin Mask lanzó un álbum con ocho canciones de Slayer, entre ellas "Angel of Death". La banda de death metal Monstrosity versionó la canción en 1999, mientras que la pista también aparece en el álbum de 2006 Amplified / A Decade of Reinventing the Cello de la banda clásica Apocalyptica. Un álbum de tributo a Slayer llamado Al Sur Del Abismo (Tributo Argentino A Slayer), compilado por Hurling Metal Records, contiene dieciséis canciones interpretadas por bandas de metal argentinas, incluyendo la versión de Asinesia de "Angel of Death". "Raining Blood" también ha sido versionada por la banda de drum and bass de Nueva Zelanda, Concord Dawn, en su álbum de 2003 Uprising. La banda de thrash/Death metal colombiana Neurosis Inc igualmente ha versionado el tema Raining Blood en su álbum "Master of Thrash" del año 2007.
"Raining Blood" apareció en el episodio número 127 de South Park, Die Hippie, Die, estrenado el 16 de marzo de 2005. La trama tiene lugar en la ciudad de South Park, que ha sido tomada por los hippies. Eric Cartman afirma "los hippies detestan el death metal" para proceder a colarse en el escenario de un concierto hippie y poner la canción "Raining Blood", haciendo huir a los hippies. King encontró el episodio gracioso y expresó su interés en la serie acabando una entrevista diciendo "está bien ver que la canción tuvo un buen uso, si podemos aterrorizar a unos hippies hemos hecho nuestro trabajo"." "Angel of Death" también aparece en varias películas, incluyendo Gremlins 2, en el momento en que Mohawk se convierte en una araña, Jackass: The Movie y en el documental de la guerra de Irak de 2005 Soundtrack to War.
"Angel of Death" también aparece en el videojuego Tony Hawk's Project 8. Nolan Nelson, quien compiló las canciones para la banda sonora, dijo: "una de las mejores canciones de heavy metal jamás grabada. ¿No sabes quienes son Slayer? Lo siento por ti". "Raining Blood" fue incluido en una de las emisoras de radio del juego Grand Theft Auto: Vice City. "Raining Blood", también aparece en el Guitar Hero III: Legends of Rock, además de ser considerada una de las canciones más difíciles del juego.

## Lista de canciones
| N.º | Título               | Letras         | Música         | Duración |  |
| 1.  | «Angel of Death»     | Jeff Hanneman  | Hanneman       | 4:51     |  |
| 2.  | «Piece by Piece»     | Kerry King     | King           | 2:02     |  |
| 3.  | «Necrophobic»        | Hanneman, King | Hanneman, King | 1:40     |  |
| 4.  | «Altar of Sacrifice» | King           | Hanneman       | 2:50     |  |
| 5.  | «Jesus Saves»        | King           | Hanneman, King | 2:54     |  |
| 6.  | «Criminally Insane»  | Hanneman, King | Hanneman, King | 2:23     |  |
| 7.  | «Reborn»             | King           | Hanneman       | 2:11     |  |
| 8.  | «Epidemic»           | King           | Hanneman, King | 2:23     |  |
| 9.  | «Post mortem»        | Hanneman       | Hanneman       | 3:28     |  |
| 10. | «Raining Blood»      | Hanneman, King | Hanneman       | 4:14     |  |

Pistas adicionales incluidas en la reedición de 1998
| N.º | Título                      | Letras         | Música         | Duración |  |
| 11. | «Aggressive Perfector»      | Hanneman, King | Hanneman, King | 2:30     |  |
| 12. | «Criminally Insane (Remix)» | Hanneman, King | Hanneman, King | 3:17     |  |

## Personal
Slayer
- Tom Araya - vocalista, bajista
- Jeff Hanneman - guitarrista
- Kerry King - guitarrista
- Dave Lombardo - baterista

Otros
- Rick Rubin – productor
- Larry Carroll – diseño artístico
- Andy Wallace – ingeniero de sonido
- Howie Weinberg – masterización